# Эрлисайм-пре-Кольмар
Эрлиса́йм-пре-Кольма́р (фр. Herrlisheim-près-Colmar) — коммуна на северо-востоке Франции в регионе Гранд-Эст (бывший Эльзас — Шампань — Арденны — Лотарингия), департамент Верхний Рейн, округ Кольмар — Рибовилле, кантон Вендзенем. До марта 2015 года коммуна в составе кантона Вендзенем административно входила в округ Кольмар.
Площадь коммуны — 7,68 км², население — 1650 человек (2006) с тенденцией к росту: 1808 человек (2012), плотность населения — 235,4 чел/км².

## Население
Численность населения коммуны в 2011 году составляла 1811 человек, а в 2012 году — 1808 человек.
| 1962 | 1968 | 1975 | 1982 | 1990 | 1999 | 2004 | 2006 | 2009 | 2011 | 2012 |
| ---- | ---- | ---- | ---- | ---- | ---- | ---- | ---- | ---- | ---- | ---- |
| 751  | 938  | 1092 | 1518 | 1509 | 1586 | 1615 | 1650 | 1759 | 1811 | 1808 |

Динамика населения:

## Экономика
В 2010 году из 1188 человек трудоспособного возраста (от 15 до 64 лет) 876 были экономически активными, 312 — неактивными (показатель активности 73,7 %, в 1999 году — 72,2 %). Из 876 активных трудоспособных жителей работали 826 человек (432 мужчины и 394 женщины), 50 числились безработными (21 мужчина и 29 женщин). Среди 312 трудоспособных неактивных граждан 86 были учениками либо студентами, 164 — пенсионерами, а ещё 62 — были неактивны в силу других причин.
На протяжении 2011 года в коммуне числилось 756 облагаемых налогом домохозяйств, в которых проживало 1786,5 человек. При этом медиана доходов составила 24348 евро на одного налогоплательщика.

## Достопримечательности (фотогалерея)

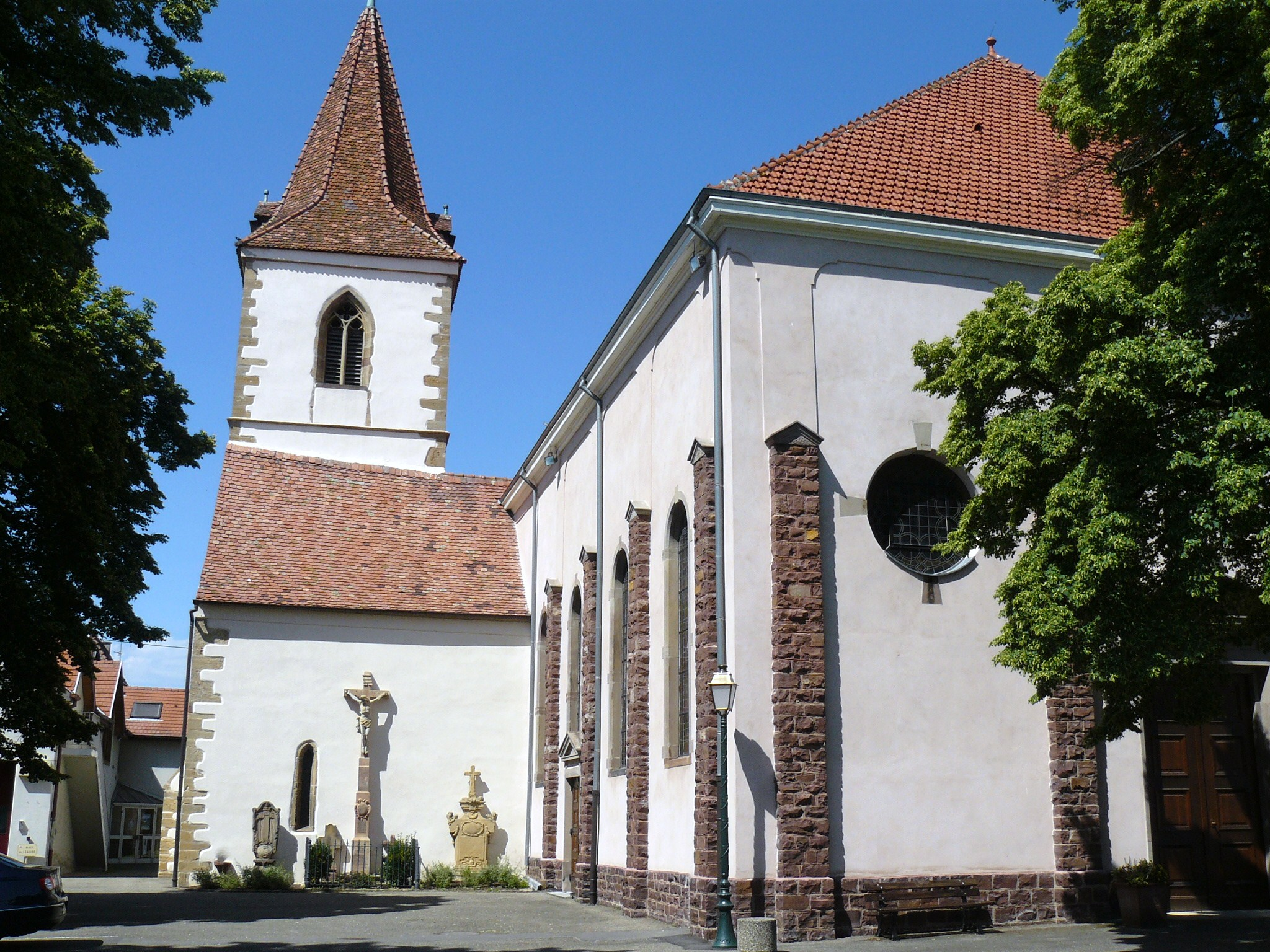
Церковь Сен-Мишель
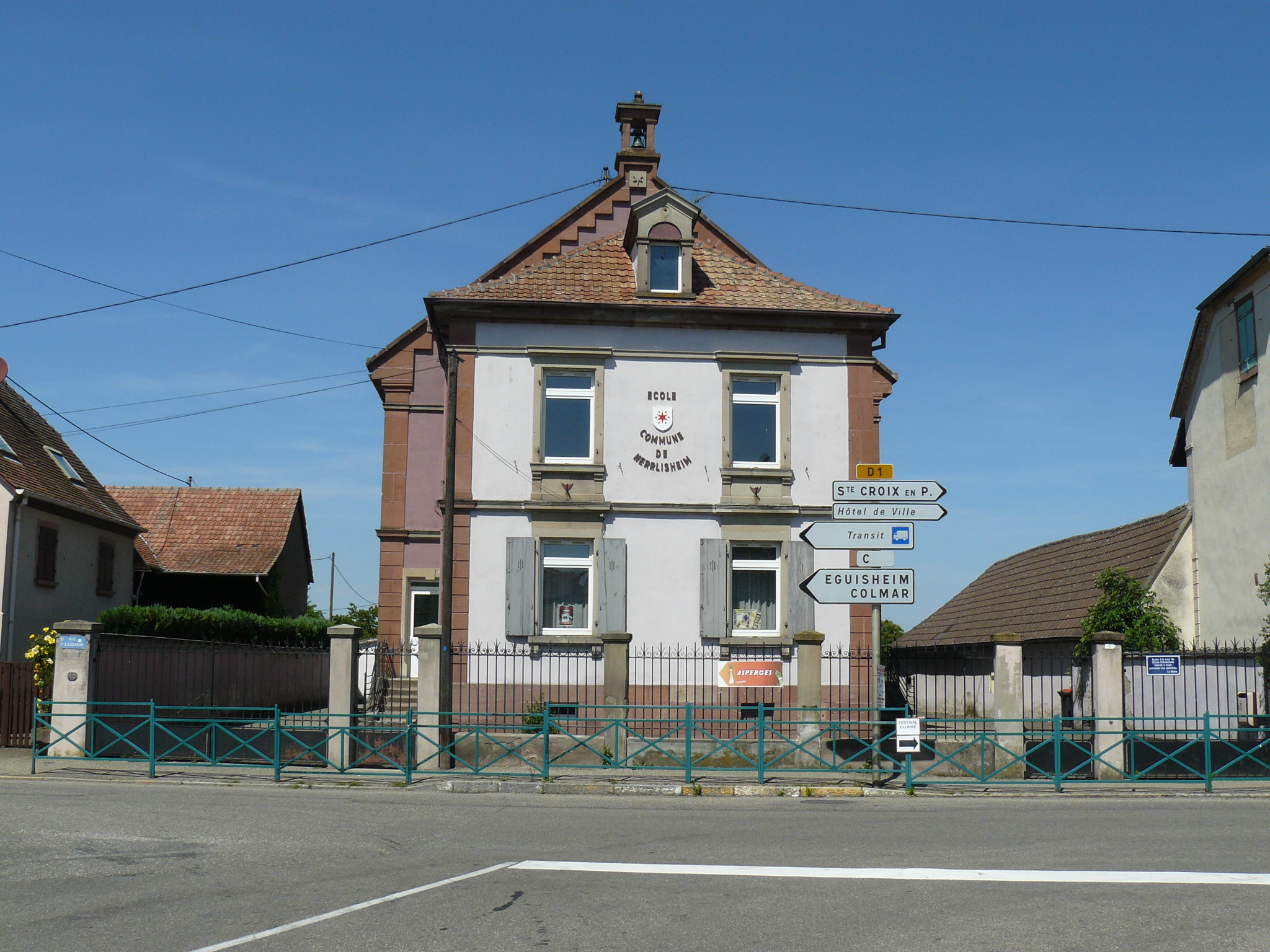
Здание школы
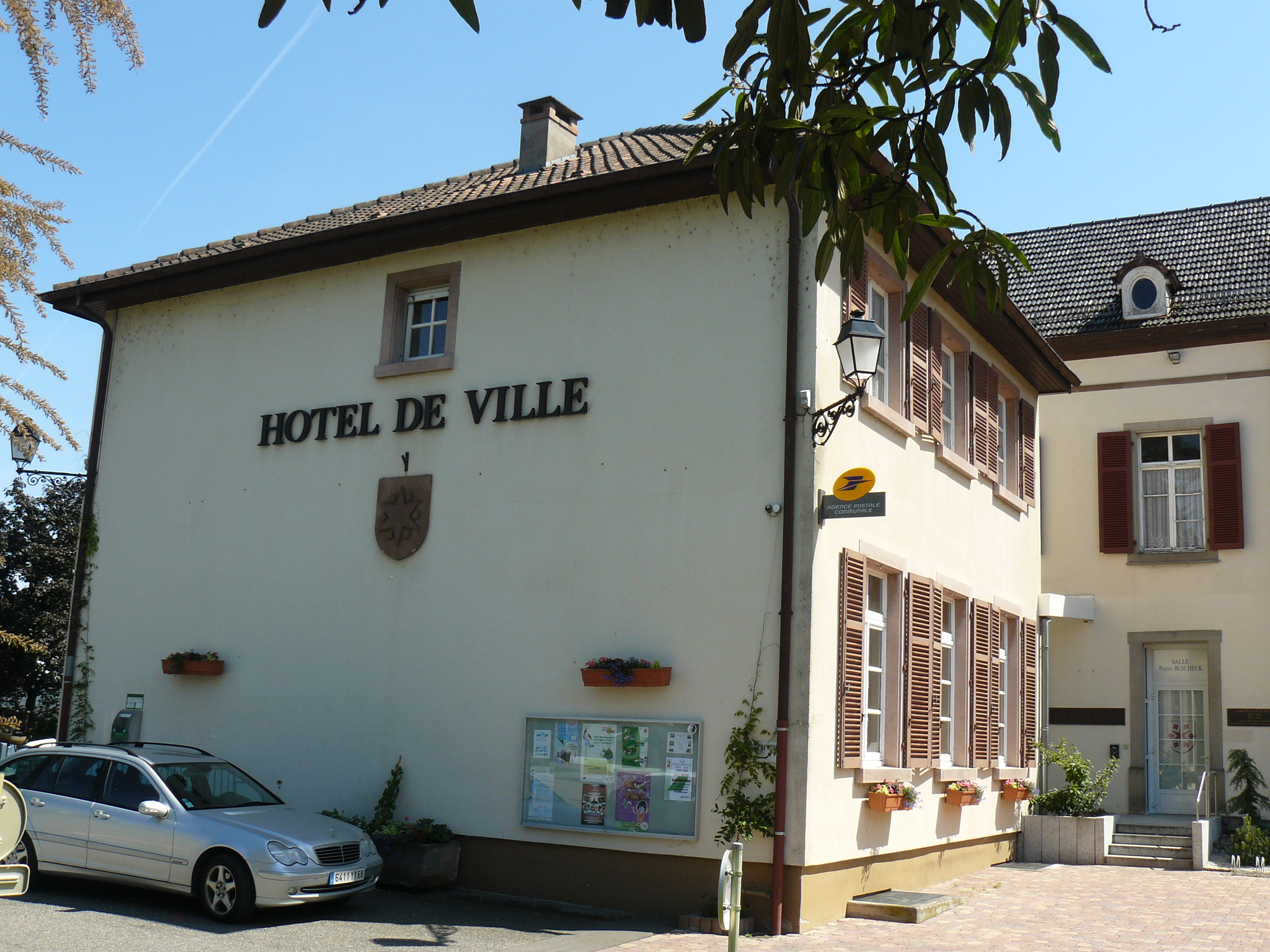
Мэрия
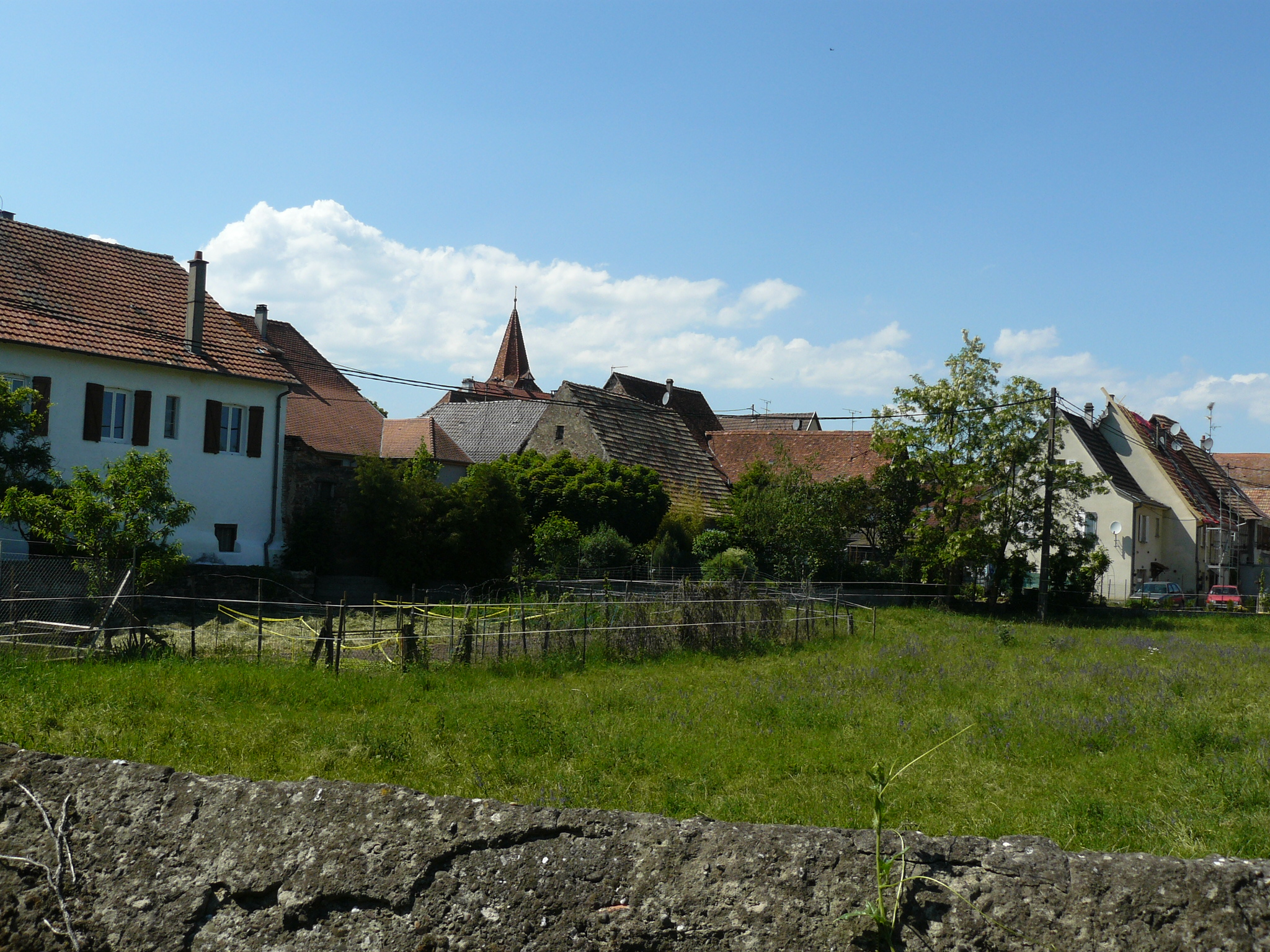
Вид на коммуну